# Gösta Törner (gymnast)
Gösta Törner, (Tor Gösta Alexander) född 19 juli 1895 i Hedvig Eleonora församling, Stockholm, död 15 februari 1971 i Katarina församling, Stockholm, var en svensk gymnast. Han blev olympisk guldmedaljör 1920.